# Marita Bonner
Marita Bonner (16 de juny de 1899 a Boston, Massachusetts – 7 de desembre de 1971 a Chicago, Illinois), també coneguda com a Marieta Bonner, fou una escriptora, assagista i dramaturga afroamericana estatunidenca que es relaciona amb el Renaixement de Harlem. Altres noms que va rebre foren Marita Occomy, Marita Odette Bonner, Marita Odette Bonner Occomy, Marita Bonner Occomy, i Joseph Maree Andrew. El 29 de desembre de 1921, juntament amb 15 dones més, van fundar un capítol de la germandat femenina Delta Sigma Theta.

## Vida
Marita Bonner va néixer a Boston, Massachusetts, filla de Joseph i Anne Noel Bonner. Marita tenia tres germans i vivia en una comunitat de classe mitja de Massachusetts. Va estudiar al Brookline High School, on va contribuir a la revista escolar, The Sagamore. Va tenir notes excel·lents en alemany i música i era una molt bona pianista. El 1917, es va graduar al Brookline High School i el 1918 es va matricular al Radcliffe College, en el que els negres no tenien dret a pernoctar a les residències. A la universitat, va estudiar anglès, literatura comparada, alemany i composició musical. En aquesta època també va fundar un capítol de dones negres en la germandat Delta Sigma Theta i fou acceptada en una classe d'escriptura competitiva, en la que el seu professor, Charles Towsend Copeland la va encoratjar a que utilitzés el color de la seva pell en els seus escrits.
Després d'acabar els seus estudis el 1922, va ser professora del Bluefield Colored Institute de Virgínia de l'Oest. Dos anys més tard, va obtenir una plaça al Armstrong High School de Washington DC, on va treballar fins al 1930. En aquesta època es va relacionar amb el poeta, dramaturg i compositor Georgia Douglas Johnson. El saló de Johnson "S Street" fou un important lloc de reunió per molts dels escriptors els artistes implicats en el nou Renaixement Negre..
Mentre vivia a Washington DC, Bonner va conèixer al seu futur marit William Almy Occomy. Es van casar i van emigrar a Chicago, a on Bonner desplegaria la seva carrera literària. Després de casar-se amb Occomy, va començar a escriure amb el seu nom de casada. A partir del 1941, Bonner va deixar publicar les seves obres i va dedicar la seva vida a la seva família, que incloïa tres fills. A la dècada del 1940 va tornar a publicar escrits fins al 1963, quan es va retirar definitivament.
Bonner va morir el 7 de desembre de 1971 degut a complicacions pulmonars perquè s'havia incendiat el seu pis a l'edat de 73 anys.

## Obra
Bonner va escriure moltes històries curtes, assajos, obres de teatre i fou una col·laboradora freqüent a The Crisis (la revista de la National Association for the Advancement of Colored People) i Opportunity (publicació oficial de la National Urban League) entre el 1925 i el 1940. Després de la mort dels seus pares va escriure el seu primer assaig, "On Being Young-A-Woman-And Colored" (desembre de 1925), que parla sobretot de les dones negres durant el moviment dels drets civils. En aquest assaig també es parla sobre la segregació residencial i els constrenyiments als que eren objectes les dones que vivien en els guettos negres. Guanyador d'un concurs inaugural d'assajos de The Crisis, aquest assaig encoratjava a les dones negres a que intentessin superar els seus problemes i situacions negatives.
Entre el 1925 i el 1927, Bonner també va escriure moltes històries curtes com "The Prison-Bound", "Nothing New", "One Boy's Story " i "Drab Rambles". Les seves històries curtes van explorar un univers multicultural.
Va escriure tres obres de teatre: The Pot Maker (1927), The Purple Flower - A play (1928) i Exit, an Illusion (1929). La més famosa és The Purple Flower, que retrata l'alliberació negra. Moltes de les obres més tardanes de Bonner com Light in Dark Places, tractava la pobresa, les llars pobres i la discriminació racial en les comunitats negres, i mostra la influència que l'entorn urbà té en les comunitats negres. Bonner és una de les escriptores del Renaixement Negre que han obtingut poc reconeixement que va resistir les tendències universalitzadores, essentialistes que posaven el focos més en dones atípiques que en un home arquetípic com el Nou Negre. Bonner normalment escrivia sobre la pobresa, familial relacions, la vida urbana, el colorisme, el feminisme, i el racisme. Sovint també va escriure sobre comunitats multi-ètniques, com en "Nothing New". Bonner s'oposava totalment a generalitzar les experiències negres i va escriure sobre diferents experiències negres en les seves històries curtes i obres de teatre. És així recordada com un defensora de la interseccionalitat i una documentalista de la vida multicultural de les ciutats.
Bonner a vegades va escriure sota el pseudònim de Joseph Maree Andrew, com a l'obra “One Boy's Story”, un curt bildungsroman que detalla la vida d'un jove negre que viu en una ciutat blanca. Bonner potser va adoptar aquest pseudònim com a reacció a la mort dels seus pares que li havien pagat la seva educació.

## Influències en el Renaixement de Harlem
Bonner va contribuir al Renaixement de Harlem. Les seves obres van adreçar les lluites de persones que van viure exterior de Harlem. La seva contribució més imporatnt fou el seu èmfasi en reclamar una identitat de raça i de gènere forta. Va argumentar contra el sexisme i el racisme i va aconsellar a altres dones negres a que s'eduquessin per lluitar contra la opressió de raça i de gènere. També va animar als negres que utilitzessin les armes del coneixement, l'ensenyament i l'escriptura per atacar les injustícies. A diferència que altres escriptors del Renaixement, va enfocar les seves obres en assumptes de Chicago. Moltes de les històries curtes de Bonner tractaven sobre les barreres que patien les dones negres quan intentaven seguir la crida del Renaixement de Harlem per la seva educació; aquestes patien discriminació en la família, religió i pobresa.
Tot i que no va ser gaire apreciada a la seva època i fins i tot a l'actualitat, potser una de les contribucions més importants de Bonner al Renaixement de Harlem era el seu èmfasi en reclamar no només una identitat racial si no també de gènere. Les obres de Bonner es van enfocar en l'especificitat històrica del seu temps i espai més que en la universalitat d'un passat africà idealitzat. En "On Being Young - A Woman - And Colored", Bonner explora la identitat de la feminitat de les negres discutint les dificultats que pateixen per pertànyer a dos grups oprimits. Ella ho descriu com "un grup dins d'un grup", i parla les frustracions que degudes a no ser únicament una dona, si no una dona negra; ella critica tant la discriminació dels negres de la societat blanca com de la discriminació de les dones per part dels homes negres.

## Llegat
Més recentment, l'estudi crític sobre Marita Bonner ha disminuït, sobretot a finals de la dècada de 1980. El seu missatge sobre la interseccionalitat (opressió multidimensional) que han patit les dones negres de principis del segle XX ha estat una de les seves principals contribucions.
La Xoregos Performing Company va estrenar l'obra Exit: An Illusion en el seu programa de 2015 "Harlem Remembered". El 13 de febrer de 2016 es va presentar l'obra Songs of The Harlem River en el Festival Langston Hughes de Queens, Nova York.

## Obres

### Històries curtes
- "The Hands - A Story". Opportunity: A Journal of Negro Life 3 (agost de 1925): 235–37.
- "The Prison-Bound". The Crisis 32 (setembre de 1926): 225–26.
- "Nothing New". The Crisis 33 (novembre de 1926): 17–20.
- "One Boy's Story". The Crisis 34 (novembre de 1927): 297–99, 316–20 (pseudonym: Joseph Maree Andrew).
- "Drab Rambles". The Crisis 34 (desembre de 1927): 335–36, 354–56.
- "A Possible Triad of Black Notes, Part One". Opportunity 11 (juliol de 1933): 205–07.
- "A Possible Triad of Black Notes, Part Two: Of Jimmie Harris". Opportunity 11 (agost de 1933): 242–44.
- "A Possible Triad of Black Notes, Part Three: Three Tales of Living Corner Store". Opportunity 11 (setembre de 1933): 269–71.
- "Tin Can". Opportunity 12 (July 1934): 202–205, (agost de 1934): 236–40.
- "A Sealed Pod". Opportunity 14 (març de 1936): 88–91.
- "Black Fronts". Opportunity 16 (juliol de 1938): 210–14.
- "Hate is Nothing". The Crisis 45 (desembre de 1938): 388–90, 394, 403–04 (pseudonym: Joyce M. Reed).
- "The Makin's". Opportunity 17 (gener de 1939): 18–21.
- "The Whipping". The Crisis 46 (gener de 1939): 172–74.
- "Hongry Fire". The Crisis 46 (desembre de 1939): 360-62, 376–77.
- "Patch Quilt". The Crisis 47 (març de 1940): 71, 72, 92.
- "One True Love". The Crisis 48 (febrer de 1941): 46–47, 58–59.

### Assajos
- "On Being Young–A Woman–And Colored". The Crisis (desembre de 1925).
- "The Young Blood Hungers". The Crisis 35 (maig de 1928): 151, 172.
- "Review of Autumn Love Cycle, by Georgia Douglas Johnson". Opportunity 7 (abril de 1929): 130.

### Teatre
- "The Pot-Maker (A Play to be Read)". Opportunity 5 (febrer de 1927): 43–46.
- "The Purple Flower". The Crisis (1928).
- "Exit - An Illusion". The Crisis 36 (octubre de 1929): 335–36, 352.

## Més informació
- Flynn, Joyce, and Joyce Occomy Stricklin. Frye Street and Environs: the Collected Works of Marita Bonner. Boston: Beacon Press, 1987.
- Hine, Darlene C., ed. Black Women in America, an Historical Encyclopedia. Brooklyn: Carlson Inc., 1993.
- Kent, Alicia. "Race, Gender, and Comparative Black Modernism: Suzanne Lacascade, Marita Bonner, Suzanne Césaire, Dorothy West" (review). Legacy: A Journal of American Women Writers, 2011, Volume 28, Issue 1, pp. 141–143.
- "PAL: Marita Bonner (1898-1971)"[Enllaç no actiu].archive.csustan.edu.